# ستون جونسون
ستون جونسون (بالإنجليزية: Stone Johnson)‏ هو لاعب كرة قدم أمريكية أمريكي، ولد في 26 أبريل 1940 في دالاس في الولايات المتحدة، وتوفي في 8 سبتمبر 1963.

## وصلات خارجية
- ستون جونسون على موقع الاتحاد الدولي لألعاب القوى (الإنجليزية)
- ستون جونسون على موقع أوليمبيديا (الإنجليزية)